# Żaków (Boguszyn)
Żaków (niem. Schulhäuser) – dawna kolonia, a obecnie część Boguszyna, obejmująca swoim zasięgiem południowo-wschodnią część wsi.

## Geografia
Żaków stanowi pozostałość po dwóch przysiółkach, składających się z nielicznych, rozrzuconych zabudowań w dolinie Dębinki i na zboczu długiego, bocznego ramienia Grzbietu Wschodniego Gór Bardzkich, odchodzącego od Mysiej Góry po Owczą Górę w Kotlinie Kłodzkiej.
Leży na wysokości ok. 340–370 m n.p.m., wśród łąk i pól poprzerastanych zagajnikami. W pobliżu przechodzi droga krajowa nr 8 (E67), opadająca zakrętami w stronę Kłodzka, po stromym zboczu. Okolice Żakowa są bardzo widokowe. Dobrze prezentują się stąd fragmenty Gór Bardzkich.

## Historia
Rozwój demograficzny Żakowa na przestrzeni stuleci kształtował się następująco:
Żaków powstał w połowie XIX w. jako dwie kolonie: Schulhäuser, należącą do Goszyc i Wenighäuser, należącą do Boguszyna. Po zakończeniu II wojny światowej w 1945 r. zostały ze sobą złączone pod jedną nazwą - Żaków, a następnie włączone do Goszyc (do 1975 r.) i Boguszyna. Po 1975 r. w ramach tego pierwszego pozostała tylko mała część Żakowa. Przez cały okres osada składała się wyłącznie z kilku zagród.